# Scolarisation des élèves hospitalisés
La scolarisation des élèves hospitalisés, malades ou accidentés, a pour but d’assurer une continuité pédagogique et permet à l’élève de garder le lien avec ses camarades et ses enseignants. Le lien social peut être maintenu à travers les échanges virtuels entre pairs mais aussi entre l’élève et l’enseignant.
L’école doit aider les enfants et les adolescents à retrouver le chemin des apprentissages, sans les considérer uniquement comme des patients, mais bien comme des élèves, acteurs de leurs apprentissages.
L’objectif est de les rendre autonomes et capables d’adopter des stratégies adaptées en faisant appel à diverses ressources.
L’enseignement à distance permet de minimiser l’impact de l’absence aux cours et de lutter contre l’isolement et la déscolarisation.

## L'usage du numérique au service des élèves malades ou hospitalisés
L’élève hospitalisé ou bloqué à domicile se retrouve isolé, avec un risque accru de se sentir exclu. De nombreux outils technologiques permettent de remédier aux difficultés sociales et scolaires engendrées par la maladie sans stigmatiser l’élève malade par rapport au reste du groupe. L’enseignant n’étant pas en contact direct avec son élève, peut grâce au numérique, concevoir un enseignement à distance. Les technologies sont ainsi exploitées en vue de développer l’autonomie de l’apprenant et lui donner une place malgré les circonstances.
L’usage d’outils numériques comme le web, la messagerie, la visioconférence facilite les échanges et favorise le maintien du désir d’apprendre. L’exploitation de ces outils soutient les fonctions cognitives mises à mal par l’hospitalisation. Des auteurs  soulignent l’intérêt d’analyser ces traces dont l’exploitation peut générer une métacognition riche en apprentissages. En effet, les traces numériques indiquent le processus adopté par l’élève et peuvent servir d’(auto)analyse.
De plus, l’accès à des ressources en ligne permet à l’élève malade d'échapper à la réalité de l’hôpital.
Il est à souligner que tout outil a ses limites et qu'il ne remplace pas l'Homme. L'outil technologique est au service des apprentissages, un accompagnement humain est indispensable.

### Des pistes pour accompagner les élèves hospitalisés
Les recherches de Damasio mettent en exergue l’importance des facteurs affectifs dans la motivation, d’où l’intérêt de proposer des supports accrocheurs pour les jeunes élèves hospitalisés.
Proposer des projets collaboratifs lors d’un enseignement à l’hôpital assure la communication et les interactions de chacun : les apprenants collaborent aux apprentissages du groupe et, en retour, le groupe collabore à ceux des apprenants. L’enseignant peut ainsi proposer des ateliers d’écriture à plusieurs mains.
Des outils peuvent faciliter ce genre d’activités, tels le logiciel Didapages2 qui sert à  réaliser des livres et albums numériques consultables localement ou en ligne, ou l’application Book-Creator qui permet de créer très rapidement un livre numérique au format Epub.
Le « Tableau numérique interactif » (TNI) permet à l’élève d’être virtuellement présent et de participer aux cours et d’interagir sur le TNI de la classe. Il peut ainsi effectuer les activités pédagogiques comme ses camarades. Ce dispositif améliore l’accessibilité pédagogique, et favorise le retour en classe dans de meilleures conditions.
L’utilisation de robots de téléprésence par des élèves temporairement absents pour des raisons médicales. C’est un système de visio-conférence intégré dans un robot mobile qui peut être piloté à distance via une tablette. Il présente de nombreux avantages : la possibilité de suivre les cours à distance, le maintien du lien social et la lutte contre le décrochage scolaire. Le fait qu’il puisse se déplacer facilite le travail de l’enseignant. Des expérimentations ont démontré l’impact positif du robot sur le lien social. Il est généralement bien accepté par les élèves et les enseignants.
Le logiciel Pictop a été conçu pour produire de l’écrit, explorer la phonologie, la structure de la langue écrite et pour développer la métacognition. Cet outil qui repose sur l’autocontrôle par l’élève grâce au retour vocal et à l’utilisation de traces visuelles statiques ou dynamiques, permet de comprendre les stratégies utilisées et de les mettre en œuvre à bon escient. Les traces laissées par le logiciel pallient certaines difficultés liées au trouble.

### Conditions nécessaires à l’efficacité de l’utilisation d’un outil
Selon l'article de Laurent Gallon, Françoise Dubergey et Maïté Negui, Robot de téléprésence : un outil numérique utilisé par le Sapad pour rendre présent l’élève absent, les conditions sont les suivantes :
- au niveau des aspects techniques : une connexion internet peut être requise dans l’établissement scolaire, au domicile de l’élève et dans les lieux de soin ;
- il convient d’accompagner l’élève lors de l’intégration de l’outil au sein de l’hôpital ainsi que l’enseignant et les autres camarades lors de l’intégration de l’outil en classe ;
- avant d’intégrer un outil numérique, il faut qu’il soit accepté par toutes les parties concernées. Il est recommandé d’établir une Charte du bon usage avec les acteurs principaux (l’élève malade, ses parents, l’équipe éducative et médicale) ;
- il est important de respecter l’image de l’élève, et de faire une demande au préalable afin de savoir s’il est d’accord ou non pour que son image apparaisse à l’écran dans la classe ;
- l’intervention des partenaires internes est indispensable pour la mise en place du matériel et l’accompagnement de l’élève ;
- il est important de définir les objectifs, les rôles et les devoirs de chacun ;
- la collaboration des camarades de classe est aussi un facteur déterminant dans la réussite de cette démarche d’accompagnement. Les études montrent qu’ils réagissent en général positivement à la présence d’un outil numérique.

## Aides pédagogiques

### Objectifs
La mise en place de dispositifs intégrant des outils numériques a pour objectifs :
- de pallier les difficultés scolaires pouvant apparaître à la suite d'une maladie ou d'une hospitalisation ;
- d'assurer la continuité pédagogique ;
- de lutter contre le décrochage scolaire.

### Exemples de moyens numériques pour atteindre ces objectifs
La mise en œuvre d’une pédagogie différenciée à distance nécessite que les enseignants soient formés aux outils numériques. Il est également important d’adapter les contenus et outils aux besoins et aux niveaux pédagogiques et techniques de l’apprenant. En effet, l’élève doit disposer de compétences techniques de base pour utiliser les supports numériques proposés.

#### Création d’un environnement facilitant l’autonomie des apprenants
Selon l'article de Valérie Camous-Gazanhes, Favoriser le travail en autonomie des lycéens suivant une scolarité discontinue pour raisons de santé :
« L’objectif de ce dispositif est de générer et soutenir l’intérêt des élèves envers l’apprentissage en lui permettant de s’approprier les savoirs de manière autonome ».
- Outil : site internet regroupant des ressources ;
- discipline : sciences économiques et sociales ;
- exemple d’objectif disciplinaire : calculer les revenus disponibles d’un consommateur ;
- exemple d’activité pédagogique : l’apprenant découvre les notions à maitriser à l’aide d’une série de documents audio-visuels. Il réalise ensuite des exercices en ligne autocorrectifs. La possibilité d’interagir avec ses pairs et son enseignant sur un forum participatif lui permet de poser des questions ;
- évaluation : en fonction de la situation de l’élève, l’évaluation pourra se faire à l'école à son retour ou à l’hôpital, avec une assistance adaptée. Les tâches à réaliser par l’élève lors de l’évaluation seront similaires aux tâches effectuées durant les exercices ;
- niveau d'intégration du modèle SAMR[12] : cette activité se situe au niveau d’intégration « augmentation ». Un changement fonctionnel est observé. Le numérique permet d’une part de faciliter l’accès aux ressources, centralisées sur un site, et d’autre part de recevoir une rétroaction immédiate.

#### Réaliser des jeux poétiques à l’aide d’un outil de communication par pictogrammes
Selon l'article de Caroline Barbot-Bouzit, Nouvelles technologies en milieu hospitalier? : jeux poétiques, enjeux vitaux, « L’objectif de ce dispositif est de développer l’expression écrite des élèves hospitalisés en rééducation post-opératoire ou souffrant de handicap ou trouble du langage ».
- Outil : Mindexpress[13] ;
- discipline : savoir écrire ;
- exemple d’objectifs disciplinaires> : rechercher des mots de vocabulaire selon un critère défini. Écrire des acrostiches sur un thème déterminé ;
- exemple d’activité pédagogique : un projet d’écriture est proposé aux élèves sur un thème choisi par l’enseignant ou par les apprenants ;
- celui-ci s’articule en 3 axes : lister d’abord des mots, écrire ensuite des acrostiches librement et enfin, écrire des acrostiches sur le thème pour ancrer les mots dans le vécu et l’imaginaire. L’utilisation du logiciel Mindexpress, outil de communication par pictogrammes, permet de soutenir l’élève dans l’élaboration des listes et la conception des acrostiches ;
- évaluation : l’évaluation est formative et porte sur les listes de mots et les acrostiches réalisés. L’enseignant vérifiera si l’élève a respecté les consignes, si les mots de la liste respectent le thème et si la forme des acrostiches est respectée. Il est primordial de nourrir le sentiment de compétence en donnant des feedbacks positifs à l’élève afin de renforcer sa motivation et sa capacité à persévérer ;
- niveau d'intégration du modèle SAMR[12] : cette activité se situe au niveau d’intégration « augmentation ». Un changement fonctionnel est observé. Le numérique facilite l’utilisation de pictogrammes. La recherche d’images appropriées au format papier serait en effet beaucoup plus laborieuse.

#### Suivi des cours donnés en présentiel à distance
Suivant l'article de Caroline Barbot-Bouzit, Nouvelles technologies en milieu hospitalier? : jeux poétiques, enjeux vitaux,, « L’objectif de ce dispositif est de permettre à l’apprenant de suivre les cours à distance, conserver les liens sociaux et lutter contre le décrochage scolaire ».
- Outil : robot de téléprésence, intégrant un système de visio-conférence, qui peut être piloté à distance via une tablette ou matériel de visio-conférence fixe ;
- disciplines :  le dispositif peut être utilisé dans l’ensemble des disciplines scolaires ;
- mise en place du dispositif : avant l’enseignement des savoirs d’ordre conceptuels, l’élève doit acquérir des compétences numériques mais également intégrer des règles de civilité conformes à la vie de classe. Un travail en amont doit également être réalisé auprès des camarades de classe. En classe, l’ordinateur ou le robot doit réellement prendre la place de l’élève absent afin de symboliser sa présence. Cela permet de faciliter la communication entre l’élève et l’enseignant mais également de banaliser le dispositif aux yeux des camarades de classe et de faciliter l’intégration du dispositif. Le professeur veillera également à animer les discussions, coordonner les échanges et suggérer des ajustements nécessaires à une bonne communication en cas de besoin. Lors de chaque séance, l’activité pédagogique sera scénarisée au préalable. La participation de l’élève sera préparée avec lui en collaboration avec ses parents. Les interventions de l’élève peuvent être de différentes formes :
  - une intervention unique dans une séance,
  - suivre en collectif l’activité en visiocommunication,
  - se présenter comme une ressource lors d’une recherche documentaire et ainsi se positionner socialement dans le groupe. Si la séance est intégrée dans une séquence, il est souhaitable que l’enfant participe à toutes les séances de la séquence. Une planification avec des horaires et des dates peut être élaborée par l’enseignant ;
- Évaluation : en fonction de la situation de l’élève, l’évaluation pourra se faire à l'école à son retour ou à l’hôpital, avec une assistance adaptée. Les tâches à réaliser par l’élève lors de l’évaluation seront similaires aux tâches effectuées durant les exercices ;
- niveau d'intégration du modèle SAMR[12] : cette activité se situe au niveau d’intégration « redéfinition». La technologie rend possible le suivi du cours à distance. Le numérique offre en effet l’opportunité aux apprenants malades ou hospitalisés de communiquer et de collaborer de manière synchrone à distance.

### Ressources supplémentaires

#### Tous à l’école
« Tous à l’école » est un projet réalisé par une équipe médicale et pédagogique. Il a comme objectif de faciliter la scolarisation des élèves malades en fournissant des ressources informatives, pratiques et vérifiées à l’ensemble des acteurs concernés : l’enseignant, l’élève, les parents et les professionnels du secteur de la santé.
Le site contient une rubrique « Ressources numériques » qui présente les ressources numériques disponibles et offre des pistes d’utilisation permettant de favoriser la scolarisation des élèves absents pour cause de maladie ou d’hospitalisation.

#### L'ASBLTake Off
L'ASBL Take Off  met à disposition de l’enfant et de son école les moyens numériques nécessaires afin de lui permettre de rester en contact avec sa classe et de suivre les cours à distance à son domicile ou à l’hôpital. Elle forme l’enfant malade, les élèves de la classe et l'enseignant à l’utilisation des outils.
Cette ASBL s’adresse à tous les élèves de l’enseignement francophone et germanophone de Belgique. En Région Flamande l’association Bednet offre des services équivalents.
En France, le projet ComEcole, du réseau départemental de ressources informatiques (RDRI) du Rhône (académie de Lyon, France) vise le même objectif.

#### L’enfant@l’hôpital
L’enfant@l’hôpital est une association ayant comme mission de permettre aux enfants et adolescents malades, hospitalisés ou en situation de handicap de poursuivre la vie scolaire et maintenir leur vie affective, sociale et culturelle par le biais d’une application numérique et des ateliers appelés « Kolibri ». Ceux-ci sont animés dans des hôpitaux, des centres de soins et de rééducation mais aussi dans établissements scolaires qui intègrent un dispositif U.L.I.S. (Unités localisées pour l’inclusion scolaire) en France métropolitaine.